# 前奏曲 (ラフマニノフ)
ロシアの作曲家セルゲイ・ラフマニノフが作曲した前奏曲（ぜんそうきょく、ロシア語: Прелюдия）と題するピアノ独奏曲は27曲ある。

## 概説
ラフマニノフは1892年に「幻想的小品集」作品3という5曲からなるピアノ独奏曲集を発表した。このうち特に第2曲の前奏曲嬰ハ短調が突出した人気を獲得し、ラフマニノフの代名詞とも呼ぶべき存在となった。
この後彼はさらに「10の前奏曲」作品23、及び「13の前奏曲」作品32を発表し、24の長短各調それぞれに対して1曲ずつの前奏曲を完成させた。これはショパンの「24の前奏曲」作品28に倣ったものと考えられている。ただ、最初に嬰ハ短調の作品だけが別の曲とともに発表されたという経緯から、24曲をひとまとまりの曲集として位置づけるのが当初からの構想ではなかったことが窺われる。ラフマニノフがいつの時点でこうした構想を抱くようになったのかは定かでないが、「10の前奏曲」作品23とほぼ同時期にショパンのハ短調の前奏曲のコラール風の主題に基づいて変奏曲を作曲していることは注目に値する。この変奏曲が24の調性全てに対する前奏曲の作曲という構想に結びついたと想像することもできる。
これら24曲はラフマニノフのピアノ独奏曲を代表する作品群として、音の絵と並び今日のピアノ音楽の重要なレパートリーとなっている。自身優れたピアニストであったラフマニノフらしく、演奏至難な曲が多く含まれている。形式の上では主部・再現部と中間部との対照が明確な三部形式によるものが多く、これは「雨だれの前奏曲」として有名な第15番変ニ長調など一部の曲にしかそうした構造が見られないショパンの前奏曲とは異なる特徴である。曲の配置はそれぞれの曲集の中では長調と短調が交互になるよう工夫されているものの、五度圏の順序に従って整然と配置されているショパンの作品のような明確な規則性は認められない。また、ショパンの作品には比較的乏しいポリフォニックな書法が目立つことも特徴として指摘されている。
なお、単にラフマニノフの前奏曲といえばこれら24曲のことを指すのが普通だが、このほかに前奏曲と題する作品番号のないピアノ独奏曲が3曲（変ホ短調、ヘ長調、及びニ短調）存在する。

## 前奏曲嬰ハ短調 作品3の2
前述の通り他の4曲とともに「幻想的小品集」作品3として1892年に発表された。モスクワのクレムリンの鐘の音に着想を得て作曲されたといわれる、ラフマニノフのピアノ独奏曲の中でも特に人気のある作品である。

## 10の前奏曲 作品23
1903年に発表された10曲からなる前奏曲集である。これらのうち最も早く1901年に作曲されたのがト短調の作品である。この曲は嬰ハ短調の前奏曲に次いで有名な作品で、「プレリュード・マーチ」の愛称でも親しまれている。
残る9曲はそれから1903年にかけて作曲された。前述の通りこの間には「ショパンの主題による変奏曲」作品22も作曲されている。1903年2月23日（当時ロシアで用いられていたユリウス暦では2月10日）にはモスクワで作曲者自身のピアノにより、変奏曲とともにこの曲集のうち数曲が初演された。
1. 嬰ヘ短調 ラルゴ
2. 変ロ長調 マエストーソ
3. ニ短調 テンポ・ディ・ミヌエット
4. ニ長調 アンダンテ・カンタービレ
5. ト短調 アラ・マルチア
  - 日本の音楽ユニットであるALI PROJECTのシングル『卑弥呼外伝』のBメロに引用されている。
6. 変ホ長調 アンダンテ
  - 日本の音楽ユニットであるALI PROJECTのアルバム『Fantasia (ALI PROJECTのアルバム)』2曲目である『21世紀新青年』のサビに引用されている。
7. ハ短調 アレグロ
8. 変イ長調 アレグロ・ヴィヴァーチェ
9. 変ホ短調 プレスト
10. 変ト長調 ラルゴ

## 13の前奏曲 作品32
1910年に13曲からなるこの曲集が発表され、全24曲の前奏曲が完成した。多忙な演奏活動から開放されたこの年の夏に、短期間のうちに作曲された。
第10曲ロ短調は「死の島」と同様、アルノルト・ベックリンの「帰還」という絵に着想を得たといわれている。第12曲嬰ト短調は24曲の中でも特に演奏頻度の高い作品の一つで、後に作曲された「音の絵」作品33の第2曲ハ長調との類似が指摘されている。
1. ハ長調 アレグロ・ヴィヴァーチェ
2. 変ロ短調 アレグレット
3. ホ長調 アレグロ・ヴィヴァーチェ
4. ホ短調 アレグロ・コン・ブリオ
5. ト長調 モデラート
6. ヘ短調 アレグロ・アパッショナート
7. ヘ長調 モデラート
8. イ短調 ヴィーヴォ
9. イ長調 アレグロ・モデラート
10. ロ短調 レント
11. ロ長調 アレグレット
12. 嬰ト短調 アレグロ
13. 変ニ長調 グラーヴェ

## 前奏曲変ホ短調
ラフマニノフの少年時代、まだピアノ教師のニコライ・ズヴェーレフの家に寄宿していた1888年頃に「ロマンス」、「メロディ」、「ガヴォット」とともに作曲された。ラフマニノフの最初期の作品群の一つである。彼はこれら4曲に自ら「作品1」と番号を付けていた。しかし実際には後に作曲されたピアノ協奏曲第1番が正式に作品1とされた。

## 前奏曲ヘ長調
「幻想的小品集」作品3の発表に先立つ1891年、ピアノ協奏曲第1番の完成から2週間後に作曲された。チェロとピアノのために編曲され、翌1892年に「東洋風舞曲」とともに「チェロとピアノのための2つの小品」作品2として出版された。

## 前奏曲ニ短調
ロシア革命の進行するさなかの1917年に他の二つの小品、「東洋のスケッチ」と「断章」とともに作曲された。直前にはピアノ協奏曲第1番の大幅な改訂が行われていた。生前は出版されず、自身演奏することもほとんどなかった。この作品の完成から一月ほど後に彼はロシアの地から永遠に離れることとなった。